# Jespák plavý
Jespák plavý (Calidris subruficollis, syn. Tryngites subruficollis) je středně velký severoamerický monotypický druh jespáka z podřádu bahňáků. 

## Popis
Podobá se malé samici jespáka bojovného, má však kratší zobák bez světlého kořene, ostře ohraničené skvrny po stranách hrudi a v letu chybí bílá ocasní páska a strany kostřece. Každoročně zaletuje na Britské ostrovy. Výjimečně zalétl také do České republiky (poprvé v říjnu 1983 na údolní nádrži Rozkoš a podruhé v říjnu 2010 na stejném místě).